# Struthisca vafra
Struthisca vafra is een vlinder van de familie van de zakjesdragers (Psychidae). De wetenschappelijke naam van deze soort is voor het eerst voorgesteld als Ctenocompa vafra door Edward Meyrick in een publicatie uit 1921.
De soort komt voor in Zuid-Afrika.